# Simranjit Kaur
Simranjit Kaur Baatth (hindi सिमरनजीत सिंह बाथ; ur. 10 lipca 1995 r. w Chakar) – indyjska bokserka, olimpijka, brązowa medalistka mistrzostw świata, srebrna medalistka mistrzostw Azji. Występowała w kategoriach od 54 do 64 kg.
Ma czterech braci i sióstr, którzy są bokserami.

## Kariera
Boks zaczęła uprawiać w 2010 roku.
W 2018 roku na mistrzostwach świata w Nowym Delhi zdobyła brązowy medal w kategorii do 64 kg. W ćwierćfinale pokonała Amy Sarę Broadhurst z Irlandii. W pojedynku o finał przegrała z Chinką Dou Dan 1:4.
Rok później na mistrzostwach Azji w Bangkoku przegrała w finale z Chinką Dou Dan, zdobywając srebrny medal. W półfinale wygrała z Maftunakhoną Melievą z Uzbekistanu.
W roku 2021 została laureatką nagrody Arjuna Award.